# ユーゴスラビア関係記事の一覧
ユーゴスラビア関係記事の一覧（ユーゴスラビアかんけいきじのいちらん）は、ユーゴスラビアに関する記事の一覧である。
- 旧ユーゴスラビア国際戦犯法廷
- ユーゴスラビア海軍艦艇一覧
- クロアチア
- コソボ
- コソボ紛争
- ザグレブ
- サラエヴォ
- サラエボオリンピック
- 社会主義国
- ドラガン・ストイコビッチ
- スコピエ
- スロベニア
- セルビア
- セルビア・モンテネグロ
- ヨシップ・ブロズ・チトー
- ハリケーン戦闘機
- バルカン半島
- フューリー戦闘機
- ベオグラード
- ボスニア紛争
- ボスニア・ヘルツェゴビナ
- ドゥシャン・マカベイエフ
- マケドニア共和国
- スロボダン・ミロシェヴィッチ
- モンテネグロ
- ユーゴスラビア王国
- ユーゴスラビア社会主義連邦共和国
  - マケドニア社会主義共和国
  - セルビア社会主義共和国
  - モンテネグロ社会主義共和国
  - ボスニア・ヘルツェゴビナ社会主義共和国
  - クロアチア社会主義共和国
  - スロベニア社会主義共和国
- ユーゴスラビアの崩壊
  - ユーゴスラビア紛争
- ユーロビジョン・ソング・コンテスト1990
- ラスタ練習機
- リュブリャナ
- 民族浄化
- S-49戦闘機